# باشگاه فوتبال روبین کازان
باشگاه فوتبال روبین کازان (به روسی: Футбольный клуб Рубин Казань) یک باشگاه فوتبال در شهر کازان در روسیه می‌باشد که در لیگ برتر روسیه بازی می‌کند. این باشگاه در سال ۱۹۵۸ تأسیس شده‌است. از بازیکنان ایرانی که در این تیم سابقه بازی داشته‌اند، می‌توان سردار آزمون، علیرضا حقیقی
کسری طاهری، ورضا شکاری را نام برد.

## بازیکنان ایرانی
- سردار آزمون
- رضا شکاری
- علیرضا حقیقی
- کسری طاهری